# Ablitas
Ablitas é um município da Espanha 
na província e comunidade autónoma de Navarra. Tem 77,48 km² de área e em 2021 tinha 2 480 habitantes (densidade: 32 hab./km²).

## Demografia
| Variação demográfica do município entre 1991 e 2004 | Variação demográfica do município entre 1991 e 2004 | Variação demográfica do município entre 1991 e 2004 | Variação demográfica do município entre 1991 e 2004 |
| --------------------------------------------------- | --------------------------------------------------- | --------------------------------------------------- | --------------------------------------------------- |
| 1991                                                | 1996                                                | 2001                                                | 2004                                                |
| 2264                                                | 2231                                                | 2306                                                | 2417                                                |